# 薩克森的瑪麗亞·安娜 (1728年—1797年)
薩克森的瑪麗亞·安娜（德語：Maria Anna von Sachsen，1728年8月29日—1797年2月17日），巴伐利亞選侯夫人，波蘭國王奧古斯特三世的第三女。
1747年，瑪麗亞·安娜與巴伐利亞選侯馬克西米利安三世·約瑟夫結婚，兩人沒有子女。1797年，瑪麗亞·安娜於慕尼黑的福斯滕里德王宮去世，享年68歲。